# Yonaguni (thị trấn)
Yonaguni (与那国町 (Dư Na Quốc đinh) Yonaguni-chō) là một thị trấn nằm trọn trên đảo Yonaguni tại huyện Yaeyama, tỉnh Okinawa, Nhật Bản. Thị trấn nằm trên hòn đảo cực tây của Nhật Bản, và được biết đến với ngành đánh bắt cá kiếm và là một địa điểm cho hoạt động lặn biển. Gần đây đã phát hiện ra một cự thạch nằm dưới biển gần bờ biển phía nam của đảo và có thể là một công trình nhân tạo.
Yonaguni cũng là quê hương của hai hệ thống chữ viết Ryūkyū, chữ tượng hình "kaida-di" (cũng được sử dụng tại các đảo Ishigaki và Taketomi nơi chúng được gọi là "kaida-ji") và các biểu tượng được sử dụng để biểu thị tên họ, "dāhan" (cũng được dùng tại đảo Ishigaki nơi chúng được gọi là "yāban").

## Địa lý
- Yonaguni là điểm cực tây của Nhật Bản và là điểm cách đều giữa Ishigaki và Đài Loan.  Tại Mũi Irizaki (tiếng Yonaguni: Irinzati) ở cưc]j tây của hòn đảo, có một bia kỉ niệm ghi dòng chữ: "Điểm cực tây tại Nhật Bản."
- Một phần ba diện tích hòn đảo không thuộc Vùng Nhận dạng phòng không hay vùng thông tin hàng không của Nhật Bản; thay vào đó, khu vực này thuộc vùng Nhận dạng phòng không và  vùng thông tin hàng không của Đài Loan.
- Khoảng cách giữa Yonaguni và Hoa Liên, Đài Loan là 111 km (69 mi) và gần hơn cả tới Ishigaki, với khoảng cách 118 km (73 mi). Theo một sự so sánh lớn hơn, Yonaguni gần với thủ đô của Đài Loan (Đài Bắc) với khoảng 160 km (100 mi) hơn rất nhiều so với thủ đô (Tokyo), với 2.000 km (1.250 mi). Do vậy nên có nhiều nỗ lực để hòn đảo có nhiều mối liên hệ hơn với Đài Loan, bao gồm cố gắng để thiết lập một hình thức thuận lợi hơn để đi và đến các thành phố của Đài Loan, hiện đường bay không thường xuyên đến Hoa Liên đã được khai thác.

## Lịch sử
Hiện tại, các di chỉ lâu đời nhất được xác nhận là di chỉ Bãi biển Tuguru. Do các công cụ đồ đá theo phong cách phương nam đã được tìm thấy nên người ta cho rằng một nền văn hóa chịu ảnh hưởng của khu vực Đông Nam Á đã từng tồn tại ở Yonaguni.
Sau thời điểm này, lịch sử của hòn đảo Yonaguni vẫn còn chưa rõ ràng, nhưng trong thời kỳ Gusuku, các điểm định cư đã được hình thành trên những đỉnh núi của hòn đảo. Di chỉ Shima Nakamura là một ví dụ, và nó được biết đến là nơi sinh của người nữ tù trưởng nổi tiếng là San'ai Isoba.
Trong thời kì Vương quốc Lưu Cầu, Yonaguni đã trở nên thịnh vượng với vai trò là một trung tâm thương mại với Đài Loan. Trong Thế chiến II, và cho đến khi bị đặt dưới quyền kiểm soát của Chính quyền dân sự Hoa Kỳ tại quần đảo Ryukyu, số người liên quan đến hoạt động buôn lậu đã gia tăng. Dân số năm 1947 đã lên tới 12.000 và Yonaguni được hợp nhất thành một thị trấn, một cuộc truy quét nạn buon lậu đã dẫn đến việc suy giảm mạnh dân số.
- 1522	Bị quân đội Lưu Cầu xâm chiếm và trở thành một bộ phận của Vương quốc Lưu Cầu.
- 1872	Vương quốc Lưu Cầu bị thủ tiêu; và thay thế là Phiên Ryūkyū (Lưu Cầu) được thành lập, hòn đảo trở thành một phần của phiên Ryūkyū
- 1879	Phiên Ryūkyū bị thủ tiêu và trở thành huyện Okinawa.
- 1908	Hệ thống đô thị đảo đã thay thế hệ thống magiri và Ishigaki-magiri, Ōhama-magiri, và Miyara-magiri cũng với đảo Yonaguni trở thành Yaeyama-son.
- 1914	Do sự phân chia Yaeyama-son, làng Yonaguni-son hình thành.
- 1948	Yonaguni-chō được hợp nhất thành một thị trấn.

## Giao thông

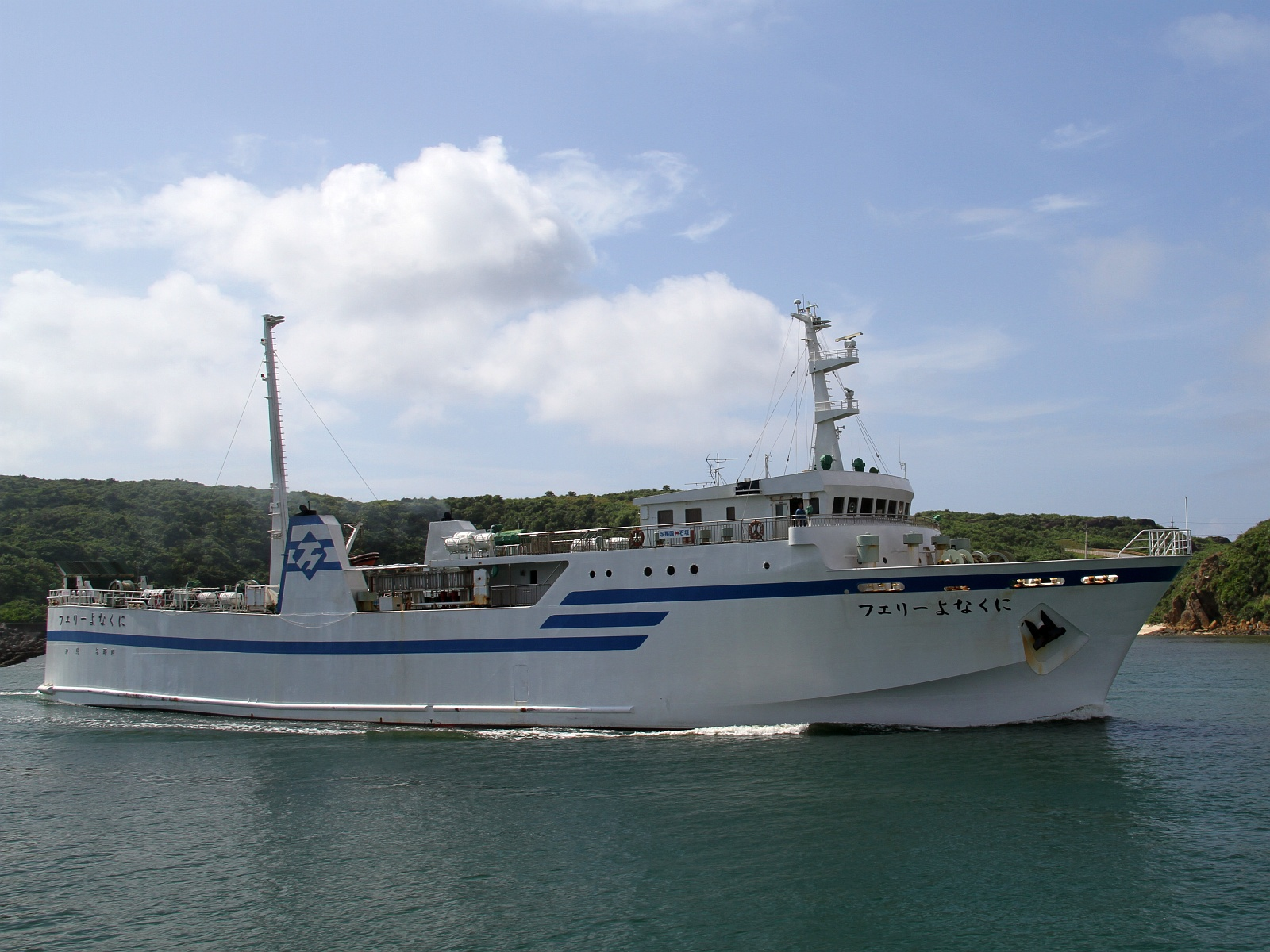
Ferry Yonakuni

### Sân bay
Sân bay Yonaguni
- Japan Transocean Air (JTA) – JAL
  - Sân bay Ishigaki 30 phút, một chuyến khứ hồi hàng ngày bằng (Boeing 737-400)
- Ryūkyū Air Commuter (RAC)
  - Sân bay Naha 80 phút, bốn chuyến khứ hồi mỗi tuần bằng (Bombardier Dash 8 DHC-8-100)
  - Sân bay Ishigaki 30 phút, bốn chuyến khứ hồi mỗi tuần bằng (Bombardier Dash 8 DHC-8-100)

### Cảng
Cảng Kubura
- Tàu Fukuyama  "Ferry Yonakuni"
  - Cảng Ishigaki 4h30'. (chỉ hai chuyến khứ hồi mỗi tuần)
  - Cảng Naha (lịch trình không đều)

### Đường
- Tỉnh lộ Okinawa 216 – Tuyến đảo Yonaguni
- Tỉnh lộ Okinawa 217 – Tuyến cảng Yonaguni

### Bus
- Yonaguni Transit

## Giáo dục
- Trường Tiểu học Yonaguni
- Trường Tiểu học Kubura
- Trường Tiểu học Hikawa
- Trường Trung học cơ sở Yonaguni
- Trường Trung học cơ sở Kubura - trường cực tây Nhật Bản

Do không có trường trung học trên đảo, các học sinh bước vào bậc học này phải đến đảo chính Okinawa hay sang đảo Ishigaki, và 100% học sinh trung học cơ sở tiếp tục học lên trung học.

## Những nơi nổi tiếng và di tích lịch sử
- Agarizaki (Mũi Đông)
- Irizaki (Mũi Tây)
- Tachigami-iwa (đá Lập Thần)
- Gunkan-iwa (đá Quân Hạm)
- Kubura-bari (vết đá rạn ở Kubura)
- Sanninu-dai (Tháp Sanninu)
- Tōyama-jinja (Thập Sơn thần xã) – đền Thần đạo cực tây của Nhật Bản

## Hình ảnh

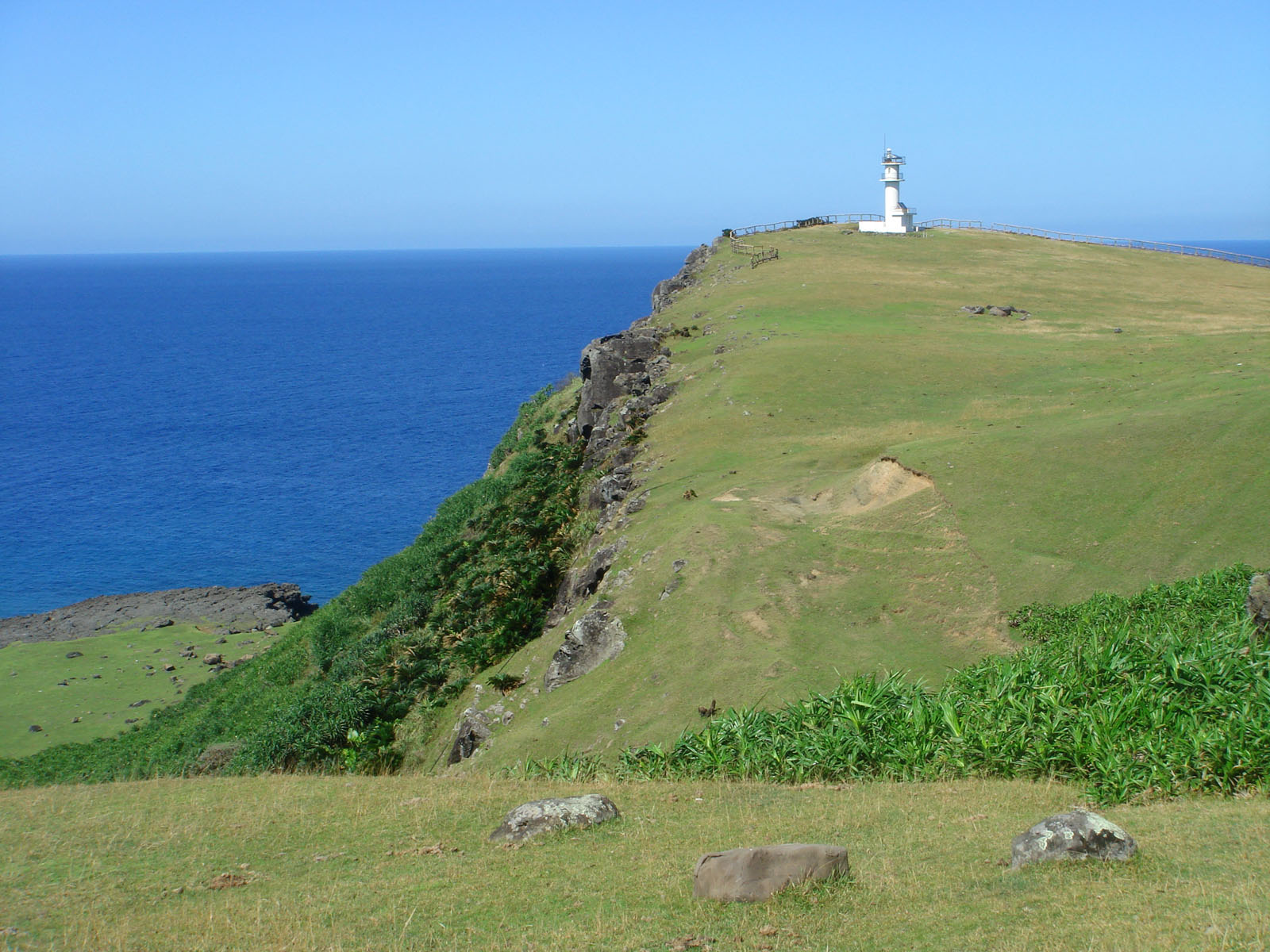
Agarizaki
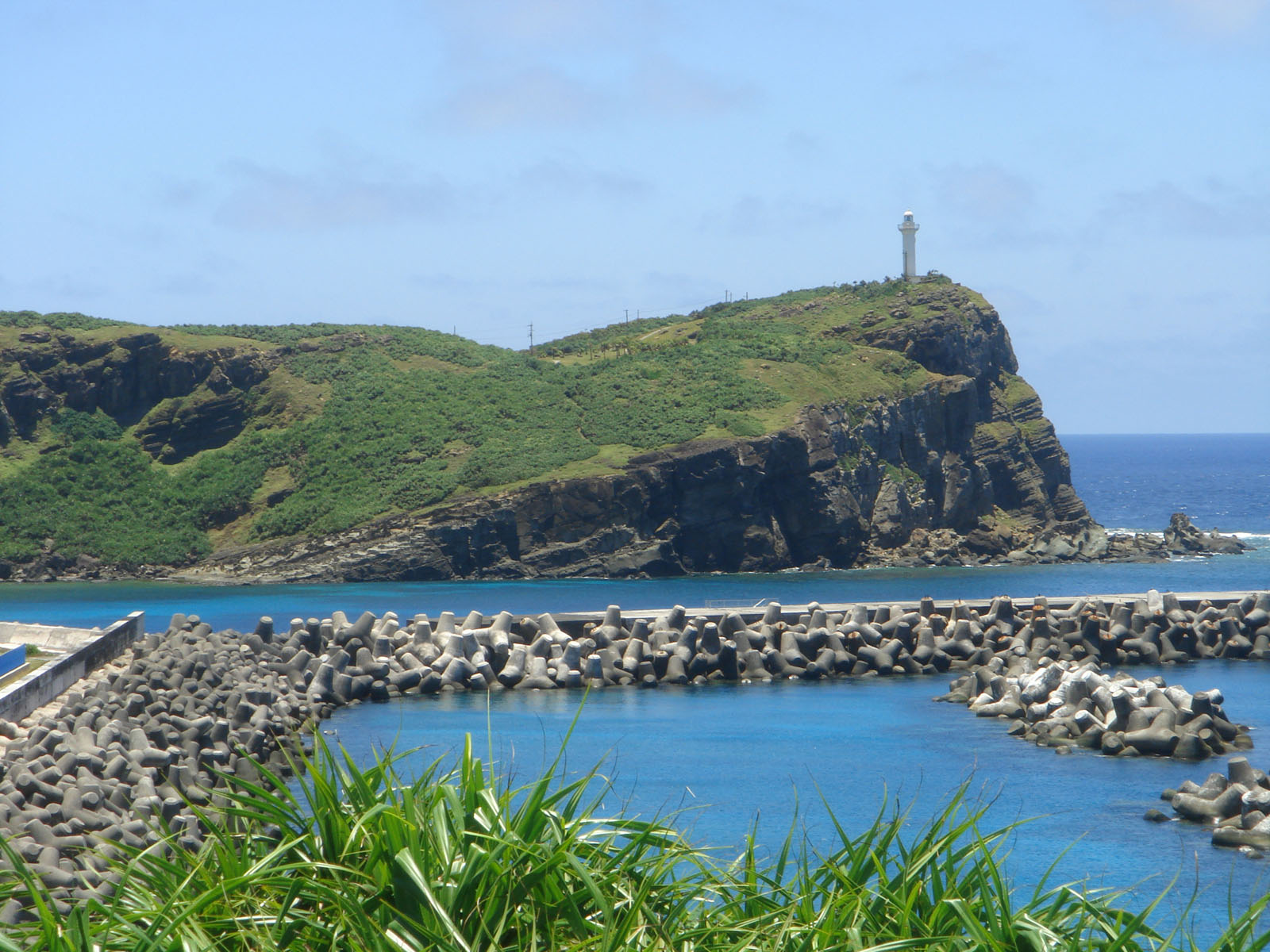
Irizaki
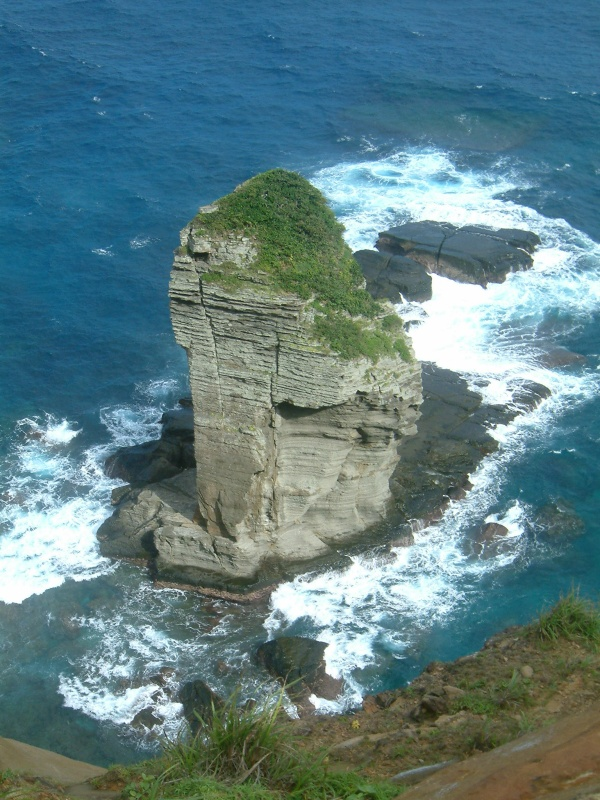
Tachigami-iwa
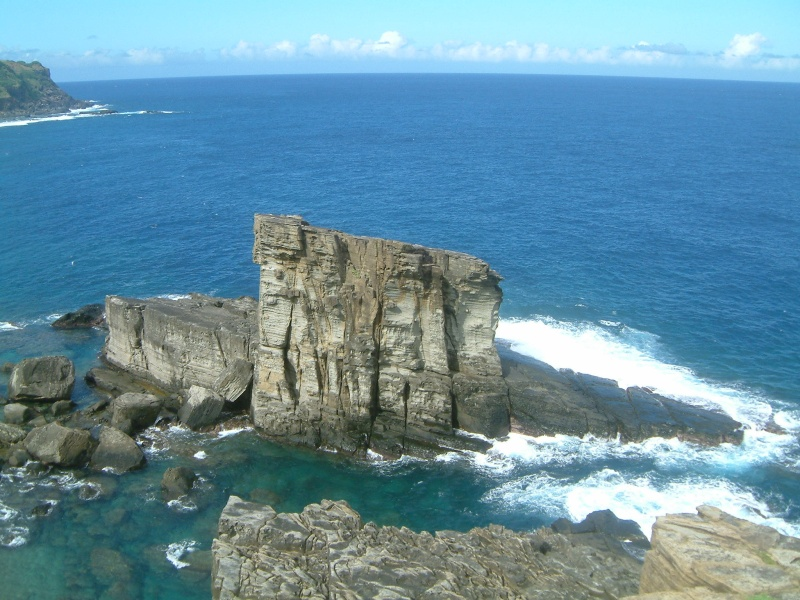
Gunkan-iwa
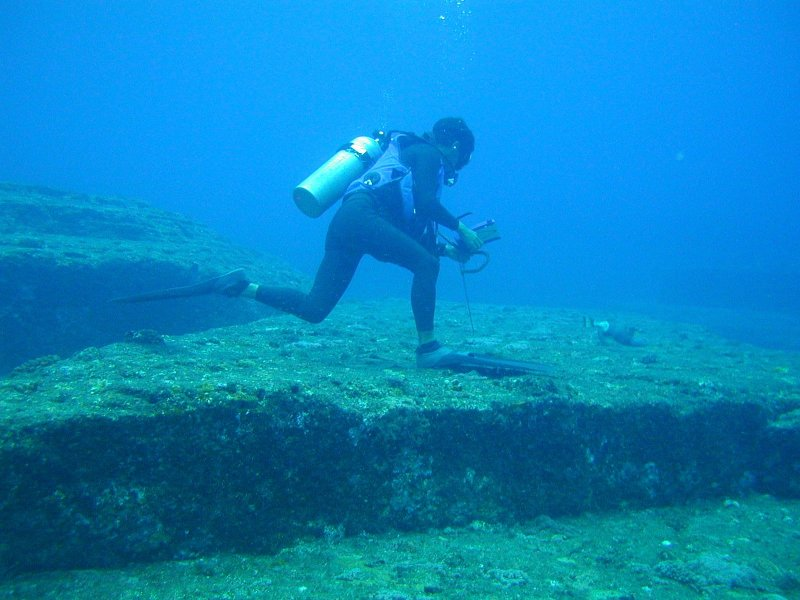
Di tích đáy biển Yonaguni
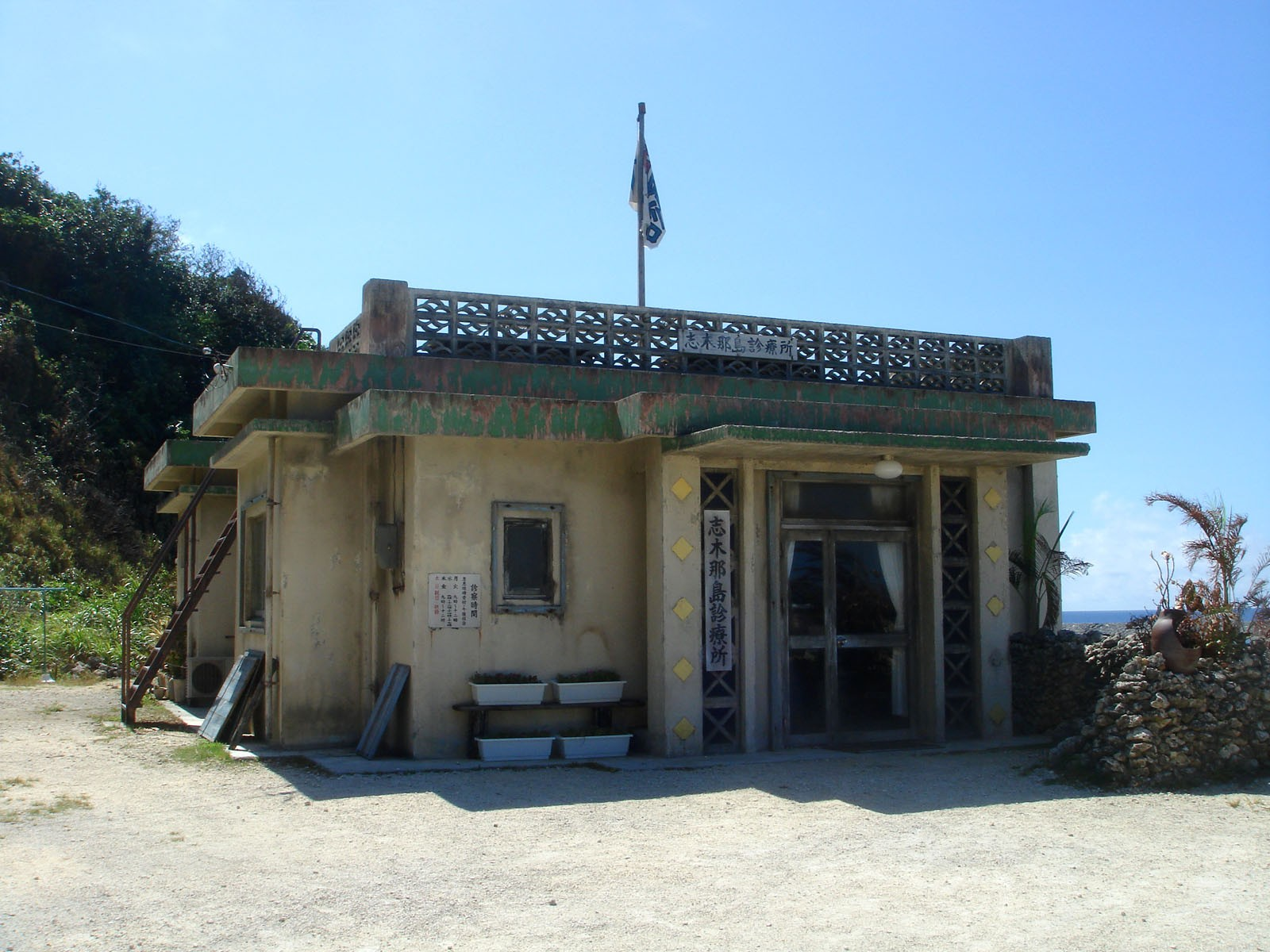
Nơi mở đầu vở kịch truyền hình, "Bệnh viện tư của Tiến sĩ Kotō"

## Động vật đặc hữu
- Ngựa Yonaguni – một trong tám loài ngựa truyền thống Nhật Bản, loài ngựa nhỏ nhất tại Nhật Bản. Chỉ có trên đảo Yonaguni.
- Bướm đêm Atlas – được địa phương hóa tên gọi thành ayami habiru, đây là loài bướm lớn nhất thế giới.  Tại Nhật Bản, loài này chỉ được tìm thấy tại Yonaguni.

## Truyền thông
Hệ thống truyền hình gồm có các trạm truyền dẫn tại Yonaguni và Uchimichi và hệ thống phát thanh được hình thành nên từ trạm truyền dẫn truyền hình Yonaguni. Đây cũng là nơi duy nhất tại Nhật Bản mà cả ba hệ phát thanh của NHK đều ở trên băng tần FM. Thêm vào đó, Yonaguni cũng tiếp sóng các tổ hợp truyền hình của Đài Loan như Đài truyền hình Đài Loan (TTV), Đài truyền hình Trung Quốc (CTV), và Đài truyền hình Trung Hoa (CTS), cùng hệ thống phát thanh của Đài Loan.

### Danh sách tần số tuyền hình

#### Tần số truyền dẫn truyền hình
| Vị trí    | NHK Tổng hợp | NHK Giáo dục | Đài PTTH Ryukyu Asahi (RBC) | Đài truyền hình Okinawa (OTV) |
| --------- | ------------ | ------------ | --------------------------- | ----------------------------- |
| Yonaguni  | 37           | 39           | 41                          | 43                            |
| Uchimichi | 49           | 51           | 53                          | 55                            |

#### Tần số truyền dẫn phát thanh (MHz)
| Vị trí   | NHK1]] | NHK2]] | NHK3]] | Đài PTTH Ryukyu Asahi (RBCi) | Đài PT Okinawa (ROK) |
| -------- | ------ | ------ | ------ | ---------------------------- | -------------------- |
| Yonaguni | 83.5   | 80.3   | 85.8   | 84.7                         | 79.5                 |